# Quỷ lùn tinh nghịch: Chuyến lưu diễn thế giới
Trolls World Tour là một bộ phim hài kịch hoạt hình máy tính hoạt hình năm 2020 của Mỹ được sản xuất bởi DreamWorks Animation và được phân phối bởi Universal Pictures. Bộ phim là phần tiếp theo của bộ phim Trolls năm 2016, do Walt Dohrn đạo diễn với David P. Smith, do Gina Shay sản xuất, và được viết bởi Jonathan Aibel, Glenn Berger, Elizabeth Tippet, Maya Forbes và Wallace Wolodarsky, từ một câu chuyện của Aibel và Berger. Phim có sự góp mặt của Anna Kendrick, Justin Timberlake, Rachel Bloom, James Corden, Ron Funches, Kelly Clarkson, Anderson Paak, Sam Rockwell, George Clinton và Mary J. Blige.
Trolls World Tour được phát hành tại Hoa Kỳ trong một số rạp hạn chế vào ngày 10 tháng 4 năm 2020. Do đại dịch COVID-19 ở Hoa Kỳ, nó cũng được phát hành cho thuê kỹ thuật số trong cùng một ngày. Bộ phim đã thiết lập một số kỷ lục phát trực tuyến, bao gồm cả việc cho thuê một ngày thành công nhất của Universal. Thành công của nó đã khiến Universal tuyên bố rằng họ sẽ xem xét phát hành sân khấu và phát trực tuyến đồng thời hơn và để đáp lại, một số chuỗi rạp, bao gồm Nhà hát AMC, tuyên bố họ sẽ không phân phối phim của hãng nữa. Phần phim thứ ba của nó dự kiến sẽ được công chiếu tại các rạp vào 17 tháng 11, 2023.

## Nội dung
Trolls World Tour là phần hậu truyện có nội dung tiếp nối các sự kiện của Trolls hồi 2016. Lúc này, Poppy (Anna Kendrick) vẫn đang cố gắng hoàn thành tốt nhiệm vụ nữ hoàng. Cô được cha kể rằng thuở hồng hoang có đến sáu tộc Trolls khác nhau, tượng trưng cho các thể loại âm nhạc gồm pop, funk, cổ điển, techno, đồng quê và rock.
Vì không thể hòa hợp, mỗi tộc chọn giữ lấy sợi dây ma thuật của riêng mình, rồi sống tách biệt. Tuy nhiên, nữ hoàng Barb (Rachel Bloom) của nhạc rock quyết định tấn công các vùng đất còn lại nhằm thống nhất loài Troll.
Bỏ ngoài tai lời khuyên của mọi người, Poppy âm thầm mang theo sợi dây nhạc pop nhằm giải cứu thế giới. Đồng hành cùng cô là cậu bạn thân Branch (Justin Timberlake) và Biggie (James Corden). Song, chuyến phiêu lưu không hề đơn giản khi Barb đã ra lệnh cho những tay săn tiền thưởng lành nghề nhất truy lùng bộ ba.

## Tóm tắt
Bộ tộc Techno Trolls bị tấn công bởi Barb, nữ hoàng của Hard Rock Trolls, giữa một buổi hòa nhạc DJ dưới nước, và cô đánh cắp chuỗi của họ.
Trong khi đó, Poppy, nữ hoàng của Pop Trolls, nhận được lời mời từ Barb triệu tập tất cả sáu bộ tộc Troll đến một bữa tiệc để họ đoàn tụ âm nhạc của họ. Cha của Poppy, King Peppy, giải thích với cô rằng mỗi bộ lạc được đại diện bởi một loại âm nhạc khác nhau: đó là Pop, Funk, Cổ điển, Techno, Quốc gia và Hard Rock và mỗi bộ lạc có một chuỗi ma thuật được giữ bởi nhà lãnh đạo của họ, cung cấp loại nhạc cụ thể của họ. Tuy nhiên, Barb có ý định đánh cắp tất cả sáu dây và sử dụng chúng để phá hủy tất cả các âm nhạc khác để hợp nhất các nhóm troll dưới nhạc rock.
Poppy lấy chuỗi của bộ lạc của họ và thực hiện một nhiệm vụ để hợp nhất các quỷ lùn khác, mang theo Branch, người đang tìm cách bày tỏ tình cảm của mình với cô ấy, và Biggie, một người láu cá bị cám dỗ bởi kẹo bông. Trên đường đến Volcano Rock City, bộ ba đến Symphonyville, quê hương của Quỷ cổ điển, nơi đang bị hủy hoại. Một cây sáo nhỏ tên là Pennywhistle nói với Poppy về cuộc tấn công của Barb và đánh cắp Chuỗi cổ điển, khiến Poppy thay đổi kế hoạch của mình để hợp nhất lũ quỷ chống lại Barb. Bộ ba sau đó kết thúc ở Lonesome Flats, ngôi nhà của Country Trolls. Sau khi nghe âm nhạc của họ tuyệt vọng và thất vọng như thế nào, họ cố gắng cổ vũ họ bằng một bản nhạc pop, nhưng điều này xúc phạm Country Trolls (bao gồm cả thủ lĩnh của họ, Delta Dawn) và họ phải ngồi tù. Hickory, một con  Country Troll nói chuyện mượt mà, đến giải cứu họ trong khi Gói Country đuổi theo và xây dựng cho họ một chiếc bè để đưa họ đến Quỷ khổng lồ Funk ở Thành phố Vibe. Trên đường đi, họ bắt gặp Chaz, một thợ săn tiền thưởng nhạc jazz mượt mà được Barb gửi đến để bắt Poppy và chuỗi của cô ta ủng hộ việc lưu nhạc của anh ta, khiến Biggie rời đi.
Trong khi đó, Cooper, một con troll giống như hươu cao cổ, phát hiện ra rằng có nhiều troll ngoài kia giống như anh ta. Anh ta bắt đầu một nhiệm vụ tìm kiếm chúng, nhưng sau một loạt các sự kiện điên rồ, anh ta bất tỉnh, một mình trong sa mạc, cho đến khi một con tàu vũ trụ rạng rỡ anh ta, nơi được tiết lộ rằng Cooper là một trong những hoàng tử của tộc Funk Troll. đã bị cướp như một quả trứng và được nuôi dưỡng bởi bộ lạc pop.
Cả nhóm sau đó bị bắt cóc bởi cùng một tàu vũ trụ mà Cooper bị hút vào. Bên trong, họ gặp những con troll Funk, người nói với Poppy rằng chính lũ quỷ khổng lồ Pop đã cố gắng hợp nhất những người khác theo âm nhạc của họ, buộc mỗi bộ lạc phải lấy chuỗi của họ và tự chia rẽ. King Quincy và Queen Essence nói với Poppy rằng sự khác biệt có vấn đề, và việc cố gắng làm cho tất cả các troll giống nhau không giúp ích gì cho vấn đề. Rock Trolls đã cướp tàu và đánh cắp Chuỗi Funk, khiến các troll Funk đẩy nhóm bằng bong bóng xà phòng ma thuật. Branch bị bắt bởi K-Pop và Reggaeton Trolls (nhưng sau đó được cải tổ), và Chuỗi Pop bị Hickory, người đang bí mật troll Yodeler, với anh trai Dickory cất giấu ở hai chân sau. Trong khi đó, sau khi nhìn thấy Pop Village trong tình trạng hỗn loạn nhờ Rock Trolls, gói đồ ăn nhẹ đi cứu Poppy và Branch sau cuộc nói chuyện của Biggie.
Barb đã bị Poppy giam cầm trong một sân khấu hòa nhạc lớn, nơi tất cả các Troll bị bắt là khán giả. Cô sử dụng cây đàn guitar của mình với tất cả sáu dây để biến tất cả các thủ lĩnh troll khác và Branch thành thây ma Rock. Poppy dường như biến đổi nhưng được tiết lộ là đã mặc tạm thời nút tai ra khỏi kẹo cao su, một động thái mà cô đã học được trước đó từ Hickory khi họ gặp Chaz. Poppy khuyên Barb là một nữ hoàng nghèo bằng cách ép buộc quan điểm của mình với mọi người và không dành thời gian để lắng nghe mọi người, trước khi cô ấy đập vỡ cây đàn guitar. Trong khi nó đánh bật những con troll bị chiếm hữu ra khỏi trạng thái thây ma đá của chúng, nó phá hủy dây đàn, kết thúc dòng chảy của âm nhạc và mang màu sắc trolls troll với nó. Barb đổ lỗi cho Poppy phá hủy âm nhạc và phá hỏng mọi thứ.
Sau đó, Cooper nghe thấy nhịp tim của mình khi anh sử dụng micro và Hoàng tử D tạo ra nhịp điệu nhịp nhàng với nó, truyền cảm hứng cho những người troll khác tham gia với tiếng vỗ tay, dậm chân và các hình thức âm thanh khác làm sống lại sức mạnh âm nhạc của họ trong khi Poppy khuyến khích mọi người hát cùng nhau khi màu sắc của chúng được phục hồi. Nhận ra các hình thức âm nhạc khác quan trọng như thế nào và được cha cô Thrash khuyến khích, Barb ăn năn tham gia, lấy lại màu sắc và háo hức chấp nhận lời đề nghị kết bạn của Poppy. Branch cuối cùng cũng thú nhận tình yêu của mình với Poppy, người sẵn sàng đáp lại tình cảm của anh.
Khi trở lại Pop Village, mọi người cùng biểu diễn và tất cả các Quỷ cuối cùng đã được đoàn tụ trong khi tôn vinh sự khác biệt của chúng.
Trong một cảnh hậu tín dụng, Bridget và King Gristle đến nơi tự hỏi họ đã bỏ lỡ điều gì.

## Lồng tiếng
- Anna Kendrick trong vai Nữ hoàng Poppy, Nữ hoàng ngọt ngào, dễ mến và lạc quan của Pop Trolls và người yêu của Branch.
- Justin Timberlake với tư cách là Branch, một người sống sót quá thận trọng nhưng tốt bụng Pop Troll và Poppy yêu thích.
- Rachel Bloom với tư cách là Nữ hoàng Barb, Nữ hoàng của Quỷ đá cứng và con gái của Thrash.
- James Corden trong vai Biggie, một Pop Troll thân thiện, nhí nhảnh, đồng hành cùng Poppy và Branch trên hành trình của họ.
- Ron Funches trong vai Cooper, một Funk Troll, con trai của Vua Quincy và Nữ hoàng Tinh hoa, và anh em sinh đôi của Hoàng tử D.
- Ozzy Osbourne với tư cách là Vua Thrash, cựu vương của Hard Rock Trolls và người cha bán già của Barb.
- Karan Soni trong vai Riff, tay trống của Barb nằm lại.
- Anderson Paak với tư cách là Hoàng tử D, Hoàng tử của Quỷ khổng lồ, con trai của Quincy và Essence và người anh em sinh đôi thân thiện và lạnh lùng của Cooper.
- George Clinton với tư cách là Vua Quincy, cha của Cooper và Hoàng tử D, chồng của Nữ hoàng Tinh hoa và Vua của Quỷ khổng lồ.
- Mary J. Blige với tư cách là Nữ hoàng Tinh hoa, mẹ của Cooper và Hoàng tử D, Vợ của Vua Quincy và Nữ hoàng của Quỷ khổng lồ.
- Kelly Clarkson với tư cách là Delta Dawn, người lãnh đạo, thị trưởng và cảnh sát trưởng của Country Trolls và Kẹpers dì.
- Sam Rockwell với tư cách là Hickory, một trong những Quỷ Yodeler được ngụy trang dưới dạng troll Quốc gia.
- Icona Pop với vai Satin và Chenille, cặp song sinh Pop Troll thời trang dính liền với nhau.
- Kunal Nayyar trong vai Guy Diamond, một Pop Troll trần truồng, màu bạc lấp lánh với giọng nói được điều chỉnh tự động cao và người cha Tiny Diamond.
- Jamie Dornan với vai Chaz, Troll Jazz mượt mà.
- J Balvin với vai Tresillo, thủ lĩnh của lũ quỷ Reggaeton.
- Kenan Thompson với tư cách là Tiny Diamond, con trai mới sinh của rap Diamond.
- Kevin Michael Richardson là:
  - Ông Dinkles, con sâu thú cưng của Biggie.
  - Growley Pete, một Troll Quốc gia nói chuyện bằng cách gầm gừ.
  - Sid Fret, một Hard Rock Troll thoải mái nhưng lờ mờ.
- Walt Dohrn là:
  - Smidge, một Pop Troll nữ nhỏ với giọng nói nam tính.
  - Cloud Guy, một đám mây hình người, người thường tạo niềm vui cho Branch.
  - Vua Peppy, cựu vương của Pop Trolls và cha của Poppy. Trước đây anh được lồng tiếng bởi Jeffrey Tambor.
  - Hiệu ứng thanh nhạc của ông Dinkles
  - Fuzzbert, một Troll tóc có chân.
  - Phát thanh viên
  - Tử thần kim loại
  - Nhạc đồng quê
  - Nông dân nhạc đồng quê
- David P. Smith như:
  - Gà trống nhạc đồng quê
  - Mặt trời sa mạc
  - Dê thứ tám
  - Lỗi Licky
  - Sổ lưu niệm Troll
- Ester Dean với tư cách là Legsly, một Pop Troll có thể khiến đôi chân của cô ấy phát triển rất dài theo ý muốn.
- Marcella Lentz-Pope trong vai Carol, một Hard Rock Troll hơi lười biếng.
- Gustavo Dudamel với vai Trollzart, người lãnh đạo và chỉ huy của Quỷ cổ điển.
- Anthony Ramos trong vai Vua Trollex, Vua nổi loạn của lũ quỷ Techno.
- Flula Borg trong vai Dickory, một trong những người anh em Yodeler Troll và Hickory.
- Charlyne Yi là Pennywhistle, một cây sáo nhỏ.
- Zooey Deschanel với vai Bridget, Nữ hoàng của Bergens.
- Christopher Mintz-Plasse với tư cách là Vua Gristle Jr, Vua của Bergens.
- Betsy Sodaro với tư cách là người kẹp Nút, cô cháu gái của Delta Dawn.
- Anh em nhà McElroy với tư cách là Nhà chọc trời Troll
  - Justin cũng lồng tiếng cho nút Techno Beat Drop và Tumbleweed.
  - Travis cũng lồng tiếng cho Rock Tear
  - Griffin cũng lồng tiếng Nước mắt
- Red Velvet với tư cách là K-Pop Gang:[8]
  - Wendy lồng tiếng cho Wani và Poppy (trong bản lồng tiếng chính thức của Hàn Quốc).
  - Irene lồng tiếng Baby Bun
  - Seulgi lên tiếng Gomdori
  - Joy lồng tiếng Ari
  - Yeri lồng tiếng cho Kim-Petit
- Berenice Amador trong vai Marimba, một trong những Quỷ khổng lồ Reggaeton.
- Jamila Hache trong vai Tambora, một trong những Quỷ khổng lồ Reggaeton.

## Sản xuất
Vào ngày 28 tháng 2 năm 2017, Universal Pictures và DreamWorks Animation đã công bố phần tiếp theo của bộ phim Trolls năm 2016, với Anna Kendrick và Justin Timberlake đảm nhận vai trò của họ là Poppy và Branch.
Vào tháng 3 năm 2017, các podcast của anh em nhà McElroy đã bắt đầu chiến dịch cho các vai diễn trong phim thông qua một podcast có tựa đề "Anh em nhà McElroy sẽ ở trong Trolls 2". Sau thành công của chiến dịch, DreamWorks đã xác nhận vào tháng 9 năm 2018 rằng anh em McElroy sẽ xuất hiện trong World Tour.
Sam Rockwell, Chance the Rapper, Anthony Ramos, Jamie Dornan và Flula Borg đã được thêm vào dàn diễn viên vào tháng 5 năm 2018. Corden, Icona Pop, Funches và Nayyar trở lại để tiếp tục vai trò của họ. Vào ngày 12 tháng 6 năm 2018, bộ phim được đổi tên thành Trolls World Tour. Vào tháng 10 năm 2018, đã xác nhận rằng Kelly Clarkson đã tham gia diễn viên, và sẽ biểu diễn một bài hát gốc. Vào tháng 6 năm 2019, cùng với các poster quảng cáo, các thành viên diễn viên mới đã được công bố, bao gồm: J Balvin, Mary J. Blige, Rachel Bloom, George Clinton, Ester Dean và Gustavo Dudamel.

## Nhạc phim
Xuyên suốt thời lượng, tác phẩm chiêu đãi người xem hàng loạt ca khúc đặc trưng của từng thể loại như Born to Die, Rock N Roll Rules, Atomic Dog World Tour Remix, liên khúc Wannabe, Who Let The Dogs Out, Gangnam Style,... Cuối phim là màn trình diễn ngoạn mục với sự kết hợp của cả sáu dòng nhạc trong ca khúc Just Sing.
Ngoài ra, phim sở hữu nội dung vô cùng giải trí. Các nhân vật không ngừng "đá xéo" dòng nhạc của nhau như Poppy gọi thể loại đồng quê là buồn thảm, hay Prince D (Anderson Paak) cho rằng pop chỉ toàn các bản phối lại và lạm dụng công nghệ auto-tune.

### Danh sách nhạc
| STT | Nhan đề | Sáng tác | Nhà sản xuất                       | Thời lượng |
| --- | --- | --- | ---------------------------------- | ---------- |
| 1.  | "The Other Side" (SZA & Justin Timberlake) | SZA Sarah Aarons Timberlake Ludwig Göransson Max Martin | Timberlake Göransson               | 3:08       |
| 2.  | "Trolls Wanna Have Good Times" (Anna Kendrick, Timberlake, James Corden, Ester Dean, Icona Pop, Kenan Thompson & The Pop Trolls)                         | Thompson Bernard Edwards Christopher Hartz Dmitry Brill Herbie Hancock Lady Miss Kier Göransson Nile Rodgers Q-Tip Robert Hazard Towa Tei | Göransson                          | 3:25       |
| 3.  | "Don't Slack" (Anderson Paak & Timberlake) | Timberlake Brandon Anderson Göransson | Timberlake Anderson Paak Göransson | 2:54       |
| 4.  | "It's All Love" (Paak, Timberlake, Mary J. Blige & George Clinton)                                                                                       | Anderson James Fauntleroy Joseph Shirley Göransson | Shirley Göransson                  | 3:35       |
| 5.  | "Just Sing" (Timberlake, Kendrick, Kelly Clarkson, Blige, Paak & Thompson)                                                                               | Timberlake Aarons Göransson Martin | Timberlake Göransson               | 3:34       |
| 6.  | "One More Time" (Anthony Ramos) | Thomas Bangalter Guy-Manuel de Homem-Christo Anthony Moore | Göransson                          | 2:42       |
| 7.  | "Atomic Dog World Tour Remix" (Clinton and Parliament-Funkadelic, Paak & Blige)                                                                          | Clinton David Spradley Garry Shider Anderson | Clinton Shirley Göransson          | 4:17       |
| 8.  | "Rainbows, Unicorns, Everything Nice" (Walt Dohrn & Shirley)                                                                                             | Aidan Jensen | Göransson                          | 0:12       |
| 9.  | "Rock N Roll Rules" (HAIM & Göransson) | Göransson |                                    | 3:10       |
| 10. | "Leaving Lonesome Flats" (Dierks Bentley) | Chris Stapleton Timberlake | Timberlake Göransson               | 3:10       |
| 11. | "Born to Die" (Clarkson) | Stapleton Timberlake | Timberlake Göransson               | 3:26       |
| 12. | "Trolls 2 Many Hits Mashup" (Kendrick, Timberlake, Corden, Icona Pop & The Pop Trolls)                                                                   | Anslem Douglas Armando Perez Donnie Wahlberg Dan Hartman Emma Bunton Yoo Gun-hyung Park Jai-sang David Listenbee Mark Wahlberg Matthew Rowe Melanie Brown Melanie Chrisholm Peter Schroeder Biff Stannard Sandy Wilhelm Stefan Gordy Skyler Gordy Faheem Najm | Göransson                          | 1:01       |
| 13. | "Barracuda" (Rachel Bloom) | Ann Wilson Michael Derosier Nancy Wilson Roger Fisher | Göransson                          | 4:06       |
| 14. | "Yodel Beat" (Göransson) | Göransson | Göransson                          | 2:50       |
| 15. | "Crazy Train" (Bloom) | Ozzy Osbourne Randy Rhoads Bob Daisley | Göransson                          | 3:15       |
| 16. | "I Fall to Pieces" (Sam Rockwell) | Hank Cochran Harlan Howard | Göransson                          | 2:14       |
| 17. | "Perfect for Me" (Timberlake) | Göransson | Timberlake Göransson               | 3:47       |
| 18. | "Rock You Like a Hurricane" (Bloom) | Herman Rarebell Klaus Meine Rudolf Schenker | Göransson                          | 3:05       |
| 19. | "It's All Love (History of Funk)" (Clinton) | Paak Fauntleroy Shirley Göransson | Shirley Göransson                  | 2:10       |
| 20. | "Just Sing (Trolls World Tour)" (Timberlake, Kendrick, Corden, Clarkson, Clinton, Blige, Paak, Bloom, Thompson, Ramos, Red Velvet, Icona Pop & Rockwell) | Rowe Timberlake Aarons Göransson Martin | Timberlake Göransson               | 4:00       |

### Bảng xếp hạng
| Bảng xếp hạng (2020)                | Thứ hạng cao nhất |
| ----------------------------------- | ----------------- |
| Album Canada (Billboard)            | 33                |
| Spanish Albums (PROMUSICAE)         | 57                |
| Album Hoa Kỳ Billboard 200          | 15                |
| US Kid Albums (Billboard)           | 1                 |
| Album Hoa Kỳ Soundtrack (Billboard) | 2                 |

## Phát hành
Với tình hình dịch bệnh COVID-19 hoành hành ở Mỹ, Quỷ Lùn Tinh Nghịch: Chuyến Lưu Diễn Thế giới (Trolls World Tour) đã được hãng phim Universal và DreamWorks đã đưa ra quyết định chưa từng có khi phát hành phần tiếp theo trên các nền tảng video theo yêu cầu tại nhà vì rạp chiếu đóng băng. Riêng tại Việt Nam, với tình hình nằm trong tầm kiếm soát và sự trở lại của các rạp chiếu, khán giả đã có cơ hội được thưởng thức bộ phim hoạt hình này tại rạp. Phim được chiếu tại Hồng Kông vào ngày 8 tháng 5 năm 2020. Ở Áo phim được phát hành dưới định dạng 4DX.

### Chiến dịch quảng cáo
Vào ngày 20 tháng 6 năm 2019, DreamWorks đã phát hành 22 poster nhân vật cho bộ phim, cùng với các đoạn phim quảng cáo. Vào ngày 21 tháng 6, trailer đầu tiên đã được phát hành.
Đoạn giới thiệu thứ hai được phát hành vào ngày 15 tháng 11 năm 2019. Đoạn giới thiệu thứ ba được phát hành vào ngày 6 tháng 3 năm 2020 có ngày phát hành mới.
Justin Timberlake cũng từ bỏ các gala thảm đỏ để quảng bá phim từ ngôi nhà mình ở Montana (California, Mỹ), nơi nam ca sĩ cách ly xã hội cùng vợ Jessica Biel và con trai 5 tuổi, Silas. Dù vậy, phim vẫn có chiến dịch marketing tương đương phim rạp với ngân sách 30 triệu USD, trong đó hai ngôi sao lồng tiếng chính - Justin Timberlake và Anna Kendrick - xuất hiện ở nhiều kênh truyền thông.
Trong một đoạn clip ngẫu hứng trên mạng xã hội, cựu thành viên N'SYNC không hề chải chuốt bóng bẩy, mà thay vào đó là bộ mặt để râu ria xồm xoàm, quần áo xộc xệch, khoe các hoạt động bình dị. Nam ca sĩ bật mí bản thân khó chống lại cảm giác kiểm tra tủ lạnh liên tục trong nhà bếp. "Vâng, tôi chắc chắn rằng mình không cô đơn trong chuyện đó. Thật thú vị khi tất cả chúng ta đều bị cô lập, nhưng tất cả chúng ta đều có thể làm những điều tương tự", anh nói.
"Đối với tôi và gia đình, mối quan tâm lớn nhất là làm nốt phần việc của mình, ở nhà, vẫn ở nhà, cố gắng giữ thái độ tích cực. Trong cái rủi có cái may. Đây là một trong những thời điểm mà bạn có thể dành nhiều thời gian cho gia đình", ngôi sao 39 tuổi chia sẻ.
Trong phim, Branch (Justin Timberlake lồng tiếng) có hầm trú ẩn, có đồ tiếp tế, có khả năng chống lại những nguy khốn bên ngoài. Nam ca sĩ kể rằng với tư cách là một phụ huynh có con 5 tuổi vô cùng tinh nghịch, hiếu động, thật tuyệt vời khi phim phát hành qua video tại nhà, phục vụ khán giả nhí tận răng mùa cách ly.
"Đây chắc chắn sẽ là thời gian đáng nhớ đối với nhiều gia đình. Điều này có thể mang lại cho mọi người tiếng cười, niềm vui và âm nhạc đúng nghĩa. Là một phụ huynh, bạn phải liên tục tìm kiếm những thứ để giải trí cho con, Trolls World Tour chắc chắn là một lựa chọn không tồi", Justin Timberlake khéo léo quảng bá.

### Phát hành trực tuyến
"Quỷ lùn tinh nghịch" phần 2 - tức phần tiếp theo của bộ phim hoạt hình nhạc kịch "Trolls" (2016) - do Dreamworks Picture sản xuất, Universal phát hành đã chọn cách ra mắt thẳng trên mạng hoàn toàn ngược truyền thống (chiếu rạp trước, 3 tháng sau mới sang DVD hoặc đưa lên mạng) do nhiều lý do, cả về xu hướng lẫn tính thời sự. Đầu tiên là xu thế các dịch vụ xem phim trực tuyến trên mạng (streaming) đang hết sức nở rộ, ăn nên làm ra từ Netflix đến Amazon Prime Video, Apple TV hay kênh trực tuyến Disney+.
Bối cảnh thời sự đại dịch Covid-19 khiến toàn cầu đóng cửa rạp chiếu truyền thống đã tác động nặng nề đến ngành công nghiệp và thị trường kinh doanh phim ảnh. Nó khiến các nhà sản xuất và phát hành Hollywood phải đau đầu tìm lối thoát chẳng đặng chẳng đừng. Và "Quỷ lùn tinh nghịch" phần 2 đã chọn cách đột phá táo bạo nhất như một mở lối trong thời khó khăn, đồng thời đáp ứng được nhu cầu xem phim mới tại gia của hàng triệu triệu hộ gia đình toàn cầu đang "stayhome" (ở nhà) trong thời phong tỏa nhằm ngăn ngừa Covid-19 lây lan.
Ai xem phim trên các nền tảng trực tuyến Amazon, Comcast, Apple, Vudu, Google/YouTube, DirecTV và FandangoNOW chỉ trả 19,99 USD (khoảng 470.000 đồng) là tha hồ xem trên tivi ở nhà cùng các phương tiện nối mạng khác (máy tính, máy tính bảng, điện thoại thông minh) trong vòng 48 tiếng đồng hồ.

### Tranh cãi
Đáp lại việc Universal phát hành bộ phim mà không hỏi ý kiến chủ rạp, cũng như nhận xét từ NBCUniversal CEO Jeff Shell cho rằng các bản phát hành Universal trong tương lai sẽ ra mắt đồng thời tại rạp, AMC theater tuyên bố rằng họ sẽ không cấp phép cho các bộ phim mà đồng thời ra mắt cùng lúc về phát hành kỹ thuật số; "Về phía trước, AMC sẽ không cấp phép cho bất kỳ bộ phim Universal nào trong bất kỳ 1.000 rạp chiếu phim nào của chúng tôi trên toàn cầu về các điều khoản này." Rạp chiếu phim Regal theo sau trong một tuyên bố không chỉ nhắm vào Universal, nói rằng họ sẽ "chúng tôi sẽ không chiếu những bộ phim không tôn trọng cửa sổ".
Sau đó, đã được báo cáo bởi  The Hollywood Reporter  rằng các diễn viên lồng tiếng bao gồm Anna Kendrick và Justin Timberlake cũng không biết về bộ phim VOD phát hành và đại diện của họ đang cố gắng đảm bảo tiền thưởng của nam diễn viên mà họ sẽ nhận được khi bộ phim được công chiếu.

## Đón nhận
Doanh thu từ ngày công chiếu 10 tháng 4 năm 2020 đến nay của phim chưa được Universal tiết lộ chính thức, nhưng "Quỷ lùn tinh nghịch 2" dễ dàng đứng đầu các nền tảng chiếu trực tuyến có phép và là phim "mang về doanh thu tốt nhất lịch sử các nền tảng chiếu phim trực tuyến" là điều dễ hiểu. Theo Universal, bộ phim "đã có màn ra mắt thành công nhất mọi thời đại trên các nền tảng trực tuyến trong tuần lễ Phục sinh".
Box Office Mojo ngày 18 tháng 4 năm 2020 ghi nhận doanh thu chiếu rạp thông thường của phim tại một số rạp ít ỏi còn được phép mở cửa trên thế giới vỏn vẹn gần 2 triệu USD. Xem ra số phận bộ phim này phụ thuộc hoàn toàn vào doanh thu trực tuyến.

### Đánh giá chuyên môn
| “ | "Trong phần tiếp theo này, các quỷ lùn nhận ra rằng có nhiều thể loại âm nhạc hơn nhạc Pop" - Ben Kenigsberg (NY Times) | ” |

| “ | "Phần tiếp theo ngọt ngào này khuyến khích sự hòa nhập và đa dạng - cả về thể loại âm nhạc và nền tảng văn hóa - khiến khán giả ở mọi lứa tuổi phải cười" - Sandie Angulo Chen (Common Sense Media) | ” |

| “ | "Phần tiếp theo lấp lánh này cuối cùng dạy một bài học quý giá về việc yêu thương và chấp nhận những người khác biệt" - Adam Holz (Plugged In) | ” |

| “ | "Nếu bạn từng là người hâm mộ "Trolls" thì "Trolls World Tour" sẽ gợi lên những gì bạn ấp ủ về nó. Nhưng điều này là quá thận trọng để phù hợp với sự lấp lánh hạnh phúc" - Owen Gleiberman (Variety) | ” |

## Phần tiếp theo
Phần phim thứ ba của nó dự kiến sẽ được công chiếu tại các rạp vào 17 tháng 11, 2023.